# What Do I Know?
"What Do I Know?" é uma canção gravada pelo músico inglês Ed Sheeran para ÷ (2017), seu terceiro álbum de estúdio. Aquando do lançamento inicial do disco no Reino Unido, o tema conseguiu fazer uma estreia na tabela oficial de canções dentro das dez melhores posições.

## Desempenho nas tabelas musicais
| País — Tabela musical (2017)                          | Posição de pico |
| ----------------------------------------------------- | --------------- |
| Austrália — Top 100 Singles (ARIA Charts)             | 24              |
| Áustria — Ö3 Austria Top 40                           | 27              |
| Canadá — Hot 100 (Billboard)                          | 26              |
| República Checa — Singles Digital - Top 100 (FIIF)    | 15              |
| Dinamarca — Single Top-40 (Hitlisten)                 | 25              |
| França — Top Singles (SNEP)                           | 98              |
| Alemanha — Top 100 Singles (GfK Entertainment Charts) | 35              |
| Hungria — Stream Top 40 (MAHASZ)                      | 19              |
| Irlanda — Singles Top 50 (IRMA)                       | 8               |
| Itália — Top Singoli (FIMI)                           | 38              |
| Países Baixos — Single Top 100 (MegaCharts)           | 16              |
| Noruega — Topp 40 Singles (VG-lista)                  | 31              |
| Nova Zelândia — Top 40 Singles (RMNZ)                 | 14              |
| Escócia — Singles Sales Top 100 (OCC)                 | 33              |
| Eslováquia — Singles Digital - Top 100 (FIIF)         | 15              |
| Suécia — Top Singles Top 100 (Sverigetopplistan)      | 25              |
| Reino Unido — Official Singles Chart Top 100 (OCC)    | 9               |
| Estados Unidos — Billboard Hot 100                    | 83              |

Certificações e vendas
| Região — Associação (Vendas)    | Certificação |
| ------------------------------- | ------------ |
| Canadá — Music Canada (80 000)  | Platina      |
| Itália — FIMI (25 000)          | Ouro         |
| Reino Unido — BPI (600 000)     | Platina      |
| Estados Unidos — RIAA (500 000) | Ouro         |